# رودخانه پراک
رودخانه پراک پس از رودخانه پاهانگ (در پاهانگ مالزی) دومین رودخانه طولانی شبه‌جزیره مالزی است. چندین شهر، من‌جمله شهر سلطنتی کوالا کنگسر، بر این رودخانه بنا شده‌اند.
رودخانه پراک از کوه‌های مرز پراک و کلانتان و تایلند در منطقه جنگلی بلوم سرچشمه می‌گیرد. این بلندترین رودخانه ایالت پراک است.

## نگارخانه

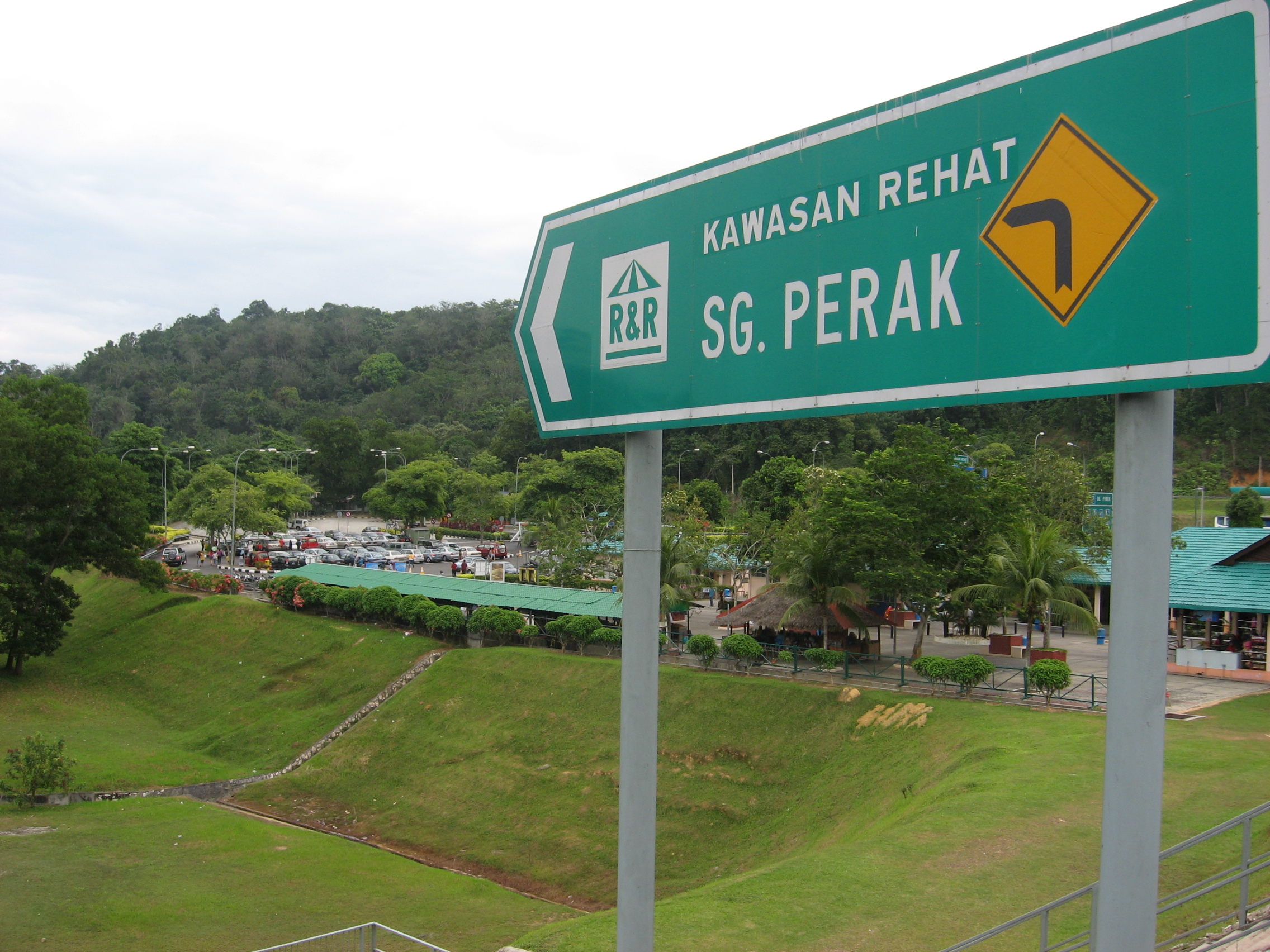
گردشگاهی در کنار رودخانه
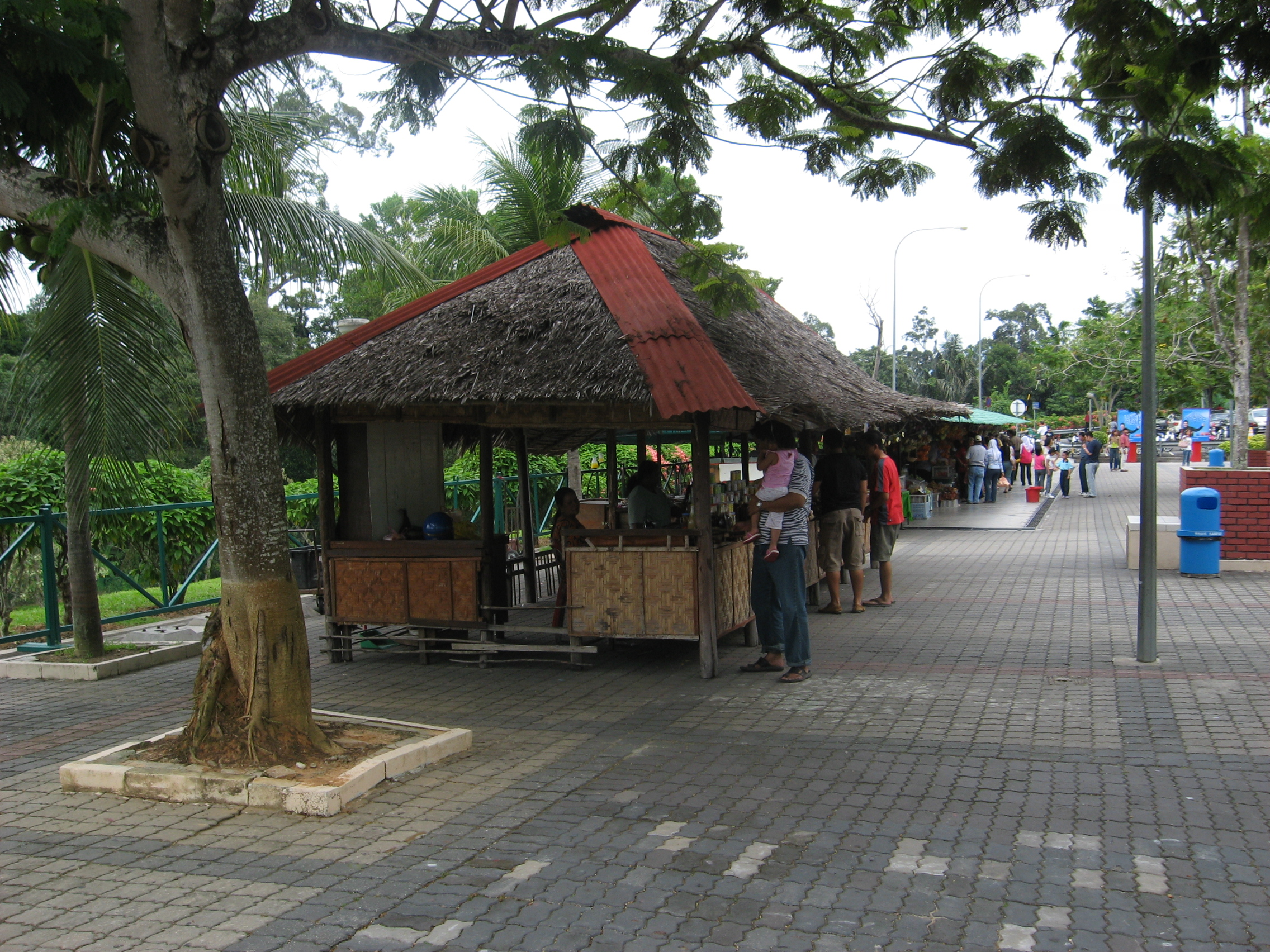
تسهیلات